# ああ探偵事務所
『ああ探偵事務所』（ああたんていじむしょ）は、関崎俊三による日本の漫画、およびそれを原作としたテレビドラマ、ならびに劇中に登場する架空の探偵事務所。
『ヤングアニマル』（白泉社）において、2002年から2008年まで連載された。単発の読み切りとして2000年にCase.0が掲載され、その2年後にCase.1から連載開始となった。単行本については白泉社から全15巻（ジェッツ・コミックス）が刊行されている。

## 作品概要
基本は妻木を中心にした「探偵もの」。ただし破天荒なキャラのコメディ、助手の井上涼子とのラブコメ、事件に関わる人々との人情ドラマなどの要素が複合されている。
本作品の特徴のひとつに、漫画『名探偵コナン』の主人公にして少年探偵である江戸川コナンのタイプとは異なり、あくまでも同作品の元刑事にして探偵である毛利小五郎と同様、依頼人の方から案件が持ち込まれる職業探偵が主人公であることが挙げられる。小説『シャーロック・ホームズ』の現代日本版ともいえるが、わずかな手がかりから華麗に真相を披露することはあまりなく、不必要に周囲の人々を巻き込んだり、違法行為で強引に情報や物的証拠を得たりと、泥臭い展開の末にどうにか解決に至ることが多い。
妻木が仕事を行う際の手段の例として、
- 警官殺しの犯人をおびき出すため、殺された警官の名を騙って騒動を起こす。
- 意味不明な暗号文を解読するため、犯人の部屋に忍び込んでヒントを探す。

などがある。
一方、探偵の仕事のほとんどが地道な聞き込み調査であることや、警察との確執なども言及されている。

## 登場人物

### 主要人物
妻木
本作の主人公。私立探偵であり、「ああ探偵事務所」代表。常に左眼が前髪で隠れている独特のヘアスタイルが特徴。
シャーロック・ホームズに強い憧れを抱いており、初対面の相手に対して何かにつけて推理を始める推理ノイローゼだが、これについては当たったためしが無い。 変装（というより仮装の域）、掃除、卓球が趣味。卓球の腕前は金槌市の卓球大会で優勝するほどだが、始めたキッカケは探偵業の依頼が来ないための暇潰しである。
暴力団組員2人を相手にしても負けないほど格闘も強く、劇中では飛び膝蹴りの使用が目立つが、ここぞという場面では投げ技で片をつける場合が多い。また20人もの同業者と飲み明かしても潰れないほど酒にも強い。物腰は柔らかく、依頼に誠実で正義感あふれる良心的な探偵だが、同時に財力や権力を笠に着る人間（特に警察）を何よりも嫌っている。
推理力はさておき、抜群の行動力と人脈をフルに生かした周到な罠などで、難事件を強引に解決するが、本来なら警察に通報すべき場面でも、主に警察が心底大嫌いという理由から、自分の手柄を優先してしまおうとしがち。そのため遵法精神には全く欠けており、依頼を果たすためとあれば、不法侵入を始めとする違法行為に手を染めることに躊躇を見せない危険人物でもある。その点を度々常識人である助手の涼子に非難・指摘・罵倒されているが、手段を選ばないのは被害者への安全を最優先に動いているためであり、懲りる様子がない。
主収入源であるべき探偵業の方はあまり繁盛していないためか、家賃滞納常習者の汚名を着せられており、滞納の都度バイト生活に明け暮れて家賃を払っている。実際には探偵業よりもこちらの方が収入としてははるかに安定しており、勤務態度も非常に真面目かつ何でも器用にこなす抜群の適応力からか、どの職場でも「正社員にならないか」と誘われるほどだが、私立探偵という職業とそのスタイルに非常な愛着を持っているため、それらの誘いは全て断っている。そのために（探偵業で）定収入と言う言葉には弱い。本業である探偵業は常時不景気とはいえ、親身な対応と誠実な仕事ぶりで、クライアントの満足度は非常に高く、事件解決から何年も経った後でも挨拶に訪れる人もいる。
探偵になったきっかけは、小学4年生の時、図書館でホームズの本を見つけたこと。安定した職への誘いや、同業のスカウトまでも蹴って、不安定な私立探偵を続けている理由は、ひとえにホームズへの憧れによるものである。当然、筋金入りのシャーロキアンであり、ホームズの絵を踏むどころか物も置けない。また、ホームズに憧れて異常に精巧な自身のダミー人形を借金してまで作った。
性格は奇矯だが、結構な美男子で意外とモテる。泉曰く「背が高くて、手が大きくて、声がきれいで、危険な香りがして、母性本能をくすぐる」「何より女性に誠実」。クライアントの女性に迫られたこともあるが、本人に自覚は無い。また同時に異性から寄せられる好意についても尋常ではないほどに鈍い朴念仁。
最後までフルネームが明かされず、ドラマ版のクレジットでも「妻木」とだけ表記されていた。
なお、『三国志大戦』に作者である関崎が描いた郭嘉は妻木そのものである（井上にそっくりの女性も一緒に描かれている）。
井上 涼子
物語の語り部で、妻木の助手を務めるワトソン君役。
Case.0で、行方不明になった兄の捜索を依頼するため、電話帳の最初に載っている探偵社である「ああ探偵事務所」を訪れたOLとして初登場。事件解決後、お見合いを上手に断れる方法を妻木に相談した際に、勝手に「（涼子の）母親が卒倒するほどの相手の弱点を調べる」という調査依頼にされてしまい、2度目の依頼をする羽目となる。この依頼後、妻木が負傷したため調査報告書を自分で書くことになり、その際妻木に文才を認められたことから、OLの傍ら助手としてボランティアで働くようになった。
主な仕事内容は調査補佐や報告書作成だが、作中では妻木の暴走に対する突っ込みやストッパーとして機能する場合が多い（ただ、時に妻木の作戦を妨害してしまうこともある）。あくまでボランティアの助手であり、探偵ではないのだが、妻木の依頼で変装やニセ店員の役まで経験している。話が進むにつれてバッグの中に双眼鏡やラケットを忍ばせるようになるなど、行動面で妻木から深刻な影響を受けている。
本業は普通のOLであり、ああ探偵事務所を訪れるのも、大抵は業務終了後か休日に限られている。OLとしての事務能力は極めて優秀で、社内でも異例の抜擢を受けた存在であり、資格も多数所持する。しかし、車の運転については免許こそ持っているが、ペーパードライバーであり、アクセルとブレーキを踏み間違えた挙句、妻木を撥ねて重傷を負わせたことがある。
助手として妻木に付き合ううち、次第に妻木に惹かれていくが、控えめな性格からか、好意を伝えるために自分から積極的な行動に出ることはほとんどなかった。しかし、彼からも「大切な女性」と思われており、妻木の過去の探偵仲間が、妻木を含めて標的にした探偵連続殺人事件をキッカケにその恋心は最終的には報われたようだ。
森野 泉
探偵。「福耳探偵商会」のチーフ。
妻木との付き合いは涼子より長く、「前衛散文詩事件」で知り合ってから仕事で協力したり、タダ働きをする羽目になったりするなどの腐れ縁が始まる。優秀な探偵であり、専門はトラブルなどで別れられないカップルを様々な手段を駆使して別れさせる「別れさせ屋」。女性としての魅力に自信を持っており、「一番の美容法は男の視線を浴びること」とまで言い放ったことがある。
涼子とは妻木を巡るライバル同士であるが、目的が一致したときに協力することも。目的のためには手段を選ばない性格で、福耳が倒れ、社長を継ぐとき（後に入院で復活し、話は白紙に戻った）に妻木を引き抜いて涼子と縁を切らせようと陰湿な手段を用いたり、妻木に協力した際、不法侵入もむしろ同行して情報を得たりと良識的な涼子とは対照的。
車の運転については上手であると自負しているが、妻木に対する複雑な感情から、ついアクセルをベタ踏みした挙句、妻木を撥ねて重傷を負わせたこともある。

### その他
大家さん
本名は藤島薫。「ああ探偵事務所」が入っているビルのオーナーで、同ビルの1階で美容室「F's」も経営している。
凶悪な犯罪者相手にも一歩も引かず、数々の事件を解決してきた妻木が、唯一頭の上がらない人。家賃滞納の常習者であり、雇うでもなく一緒になるでもなく涼子の好意に甘えきりの妻木を、「この甲斐性なしが!」と罵り、説教（鉄拳による修正含む）する恐ろしい人だが、常に金欠の彼を無料で散髪したり、食事の世話を焼いたり、悩みを持つお客に妻木を紹介するなど、優しく応援する一面も持っている。学生の頃は、演劇部所属。お化けの類は大の苦手。
旦那は海上自衛官で、長期間航海に出ることが多く、ほとんど家に戻って来られず、CASE.117にて数カット登場したのみ。
藤島 茜（ふじしま あかね）
大家さんの娘（小学5年生）。妻木に懐いており、たびたび「ああ探偵事務所」に出入りしている。
好奇心旺盛で運動神経や頭も良く、度胸もある利発な少女。「探偵さん」と呼べるほどには探偵の仕事をしておらず、「おじさん」と呼ばれると多分嫌がるであろう妻木を気遣って、彼のことを「お兄ちゃん」と呼ぶ。
イワオ
藤島家で飼われているペットのイワトビペンギン。茜の父親によって藤島家に連れて来られた。
妻木に仕込まれて卓球が出来るようになり、Case.78では審判まで行っている。
松本 康介
Case.1から登場した、涼子の見合い相手。警察官。
ノンキャリアではあるが、巡査の時から数々の手柄を立て、若くして刑事へ、後に警部補を経て警部へと出世した。
ルックスも内面も良い男で、刑事としても有能だが、警察を嫌悪する妻木とは犬猿の仲で、最終的には「探偵」の言葉に反応して暴れるまでに悪化している。しかしTPOは弁えており、事件を解決するために協力し合うこともある。
連載終盤にて、ある事件の当事者になってしまった女性と付き合うことになり、付き合った期間もそれまでで最長にもなったが、まだ涼子のことは諦めていないらしい。
スケさん / スケアクロウ
本名は不明。普段は風俗店の看板持ちをしているが、一度見た人物の顔を忘れない抜群の記憶力と、街のホームレスによる情報網「ホームレス・ネットワーク」を持つ、街の情報屋。
スリの名人という一面を持つが、それが原因か、過去に収監されている。出所後に妻木と出会い、とある事件の目撃情報を売ってお金を入手できたことに味を占め、独自に情報を集めるようになり、情報屋としての道を歩み始めた。今もスリの技巧は健在で、妻木から度々協力を頼まれる。

## 単行本
- 関崎俊三 『ああ探偵事務所』 白泉社〈ジェッツコミックス〉、全15巻

1. 第1巻 2002年6月28日発売 ISBN 4-592-13394-3
2. 第2巻 2002年12月19日発売 ISBN 4-592-13395-1
3. 第3巻 2003年5月29日発売 ISBN 4-592-13316-1
4. 第4巻 2003年10月29日発売 ISBN 4-592-13317-X
5. 第5巻 2004年3月29日発売 ISBN 4-592-13318-8
6. 第6巻 2004年7月29日発売 ISBN 4-592-13319-6
7. 第7巻 2004年12月20日発売 ISBN 4-592-13729-9
8. 第8巻 2005年5月27日発売 ISBN 4-592-13730-2
9. 第9巻 2005年11月29日発売 ISBN 4-592-13731-0
10. 第10巻 2006年6月29日発売 ISBN 4-592-13732-9
11. 第11巻 2007年2月28日発売 ISBN 4-592-13733-7
12. 第12巻 2007年3月29日発売 ISBN 4-592-14322-1
13. 第13巻 2007年9月28日発売 ISBN 4-592-14323-X
14. 第14巻 2008年3月28日発売 ISBN 4-592-14324-8
15. 第15巻 2008年5月29日発売 ISBN 4-592-14325-6

## テレビドラマ
2004年7月2日から9月17日まで毎週金曜日23:15 - 翌0:10に、テレビ朝日系の「金曜ナイトドラマ」枠で放送された。主演は永井大。

### キャスト

#### レギュラー
- 妻木 - 永井大
- 井上涼子 - 酒井若菜
- 森野泉 - 辺見えみり
- 松本康介 - 東幹久
- 大家さん - 川島なお美
- 藤島茜 - 左近香澄
- 曽根慎太郎 - 金児憲史
- さくら - 牛尾田恭代
- スケアクロウ - 阿南健治

#### ゲスト

##### 第1話「殺人コスプレ! OL救出"秘"名推理」
シゲ
演 - 古田新太
金槌町に暮らすホームレス。
指名手配犯・有須川に殺された井上巡査の拳銃を偶然拾う。

##### 第2話「落書き犯の秘密! 魂のヌード捜査」
桐山
演 - 土田晃之
美大生。
自らの才能が認められないことを逆恨みし、公園に落書きを繰り返した。

##### 第3話「禁断の美少年! 女塾教師との秘密」
真希
演 - 矢部美穂
美菜の姉。
謎の貼り紙に怯え、会社にも行かず引きこもってしまった。
美菜
演 - すほうれいこ
涼子の会社の同僚で、真希の妹。
姉を心配し、涼子に相談を持ちかける。
稲葉雄介
演 - ウエンツ瑛士
謎の美少年、貼紙事件の犯人。
警察の取調べでは「詩をたくさんの人に見て欲しかった」と説明する。
日頃から、困っている人を助けてしまう好青年である。

##### 第4話「捨てられた花嫁! ホスト残酷物語」
長沢美智子
演 - 山川恵里佳
上京後、半年前から音信不通となってしまった婚約者の鉄夫を探してもらおうと、妻木に依頼する。
キヨヒロ
演 - 金子昇
ホスト。実は上田鉄夫だった。
神崎
演 - 森次晃嗣
キヨヒロが働くホストクラブのオーナー。

##### 第5話「のぞき最前線! Hなお嬢様を狙え」
片瀬遥
演 - 高樹マリア
女子大生。
数ヶ月前からのぞき被害に遭っており、美麗探偵社に調査を依頼していた。
桜井
演 - 斉藤陽一郎
美麗探偵社の探偵。妻木の前に遥を担当していた。優秀な探偵らしい。
杉浦
演 - 団時朗
業界最大手・美麗探偵社の社長。恰幅も良く紳士然とした人物。

##### 第6話「復讐劇! 血に染まる舞台」
松戸
演 - 沢村一樹
人気劇団「劇団常磐線」の代表であり演出家。
ハンサムで人当たりも良いが、芝居のことになると厳しい一面ものぞかせる。
原ノ町真紀
演 - 遊井亮子
演出助手。
もともと女優志望だったが、今は松戸の手伝いをしている。
我孫子香織
演 - 嘉門洋子
「劇団常磐線」の看板女優であり人気者。それゆえに敵も多い。
羽鳥ジョー
演 - 山崎潤
「劇団常磐線」の劇団員。
牛久
演 - 瀬戸陽一郎
「劇団常磐線」の劇団員。

##### 第7話「遊ばれたナース! 白装束女の呪い」
木下英子
演 - 岩崎ひろみ
看護師。
占いが得意で、ものすごく当たると評判が立った。看護師寮で占いサークルを開いている。
島崎美和
演 - 上原美佐
看護師。英子の占いサークルのメンバー。
中島
演 - マギー
医師。軟派で女たらし。
周りの看護師にしょっちゅうちょっかいを出している。

##### 第8話「痴漢バス! おさわり刑事の言い訳」
愛川ミチル
演 - 小向美奈子
女子高生。
バスの車内で松本に痴漢行為をされたと告発。近々タレントとしてデビューする予定。
黒木
演 - 神保悟志
金槌署生活安全課の刑事。松本を厳しく取り調べる。
橋爪高志
演 - 前田耕陽

##### 第9話「突撃となりの女風呂! 涙の殺人同窓会」
小池裕子
演 - 久野真紀子
薫の大学時代の親友。
有名なダンサーだったが、5年前に事故に遭って車椅子の生活をしている。
三上麗子
演 - 岡本舞
女優。薫の同級生。あだ名は「横取り麗子」。
保坂奈津美
演 - 中村綾
女優。薫の後輩。

##### 第10話「愛と極道! 姐さんの寝乱れた浴衣」
大黒健
演 - 永井大（二役）
任侠集団「大黒組」の跡取り息子だが、襲名することを嫌い、逃亡中。
竹田義仁
演 - 中村育二
大黒組幹部。健が子供の頃から見守ってきた。
大黒惣治
演 - 寺田農
健の父親であり、大黒組の組長。
安藤
演 - 深水三章
竜西会組長。大黒組のナワバリを手に入れようと企む。
橘美沙子
演 - 滝沢沙織
健の恋人。病弱で入院中。

##### 最終話「さよならの推理! Hラジオの媚薬」
丸山マリモ
演 - 杉本彩
元アイドル。現在はセクシー路線で多方面で活躍中。謎の脅迫状に怯える。
塚田
演 - 井田國彦
マリモのマネージャー。彼女の身に何か起こってはと、日々気が気でない。
植村
演 - 斉藤暁
マリモが所属する芸能プロダクションの社長。妻木にマリモの護衛と調査を依頼する。
只野仁（特別出演）
演 - 高橋克典
電王堂社員。電王堂に潜入してきた妻木に、事件のカギを握る人物を教えた。
- 2003年に同枠で放送されたテレビドラマ『特命係長 只野仁』で高橋克典が永井大と共演したのがきっかけとなり、『特命係長 只野仁』と本作の製作会社が一緒であることや、高橋と永井は同じ事務所で『特命係長 只野仁』でも先輩後輩役だったことから、そのお返しとして実現したクロスオーバー出演である。なお、格闘シーンでは『特命係長 只野仁』の只野のテーマが流された。

### スタッフ
- 原作 - 関崎俊三（白泉社刊『ヤングアニマル』連載）
- 脚本 - 高山直也、田辺満、旺季志ずか
- 音楽 - super soniQ inc.
- 演出 - 今井和久、小松隆志、田村直己
- 主題歌 - 175R「夕焼けファルセット」（EMIミュージック・ジャパン）
- チーフプロデューサー - 黒田徹也（テレビ朝日）
- プロデューサー - 杉山登（テレビ朝日）、遠田孝一 (MMJ)
- 協力プロデューサー - 東城祐司 (MMJ)
- 製作 - テレビ朝日、MMJ

### 放送日程
| 話数                                                          | 放送日        | サブタイトル                       | 脚本       | 演出     | 視聴率 |
| ------------------------------------------------------------- | ------------- | ---------------------------------- | ---------- | -------- | ------ |
| 第1話                                                         | 2004年7月02日 | 殺人コスプレ! OL救出"秘"名推理     | 高山直也   | 今井和久 | 09.5%  |
| 第2話                                                         | 2004年7月09日 | 落書き犯の秘密! 魂のヌード捜査     | 田辺満     | 今井和久 | 08.2%  |
| 第3話                                                         | 2004年7月23日 | 禁断の美少年! 女塾教師との秘密     | 高山直也   | 小松隆志 | 07.8%  |
| 第4話                                                         | 2004年7月30日 | 捨てられた花嫁! ホスト残酷物語     | 高山直也   | 小松隆志 | 08.6%  |
| 第5話                                                         | 2004年8月06日 | のぞき最前線! Hなお嬢様を狙え      | 旺季志ずか | 今井和久 | 10.9%  |
| 第6話                                                         | 2004年8月13日 | 復讐劇! 血に染まる舞台             | 田辺満     | 田村直己 | 07.5%  |
| 第7話                                                         | 2004年8月20日 | 遊ばれたナース! 白装束女の呪い     | 旺季志ずか | 小松隆志 | 06.2%  |
| 第8話                                                         | 2004年8月27日 | 痴漢バス! おさわり刑事の言い訳     | 高山直也   | 田村直己 | 10.1%  |
| 第9話                                                         | 2004年9月03日 | 突撃となりの女風呂! 涙の殺人同窓会 | 高山直也   | 小松隆志 | 09.1%  |
| 第10話                                                        | 2004年9月10日 | 愛と極道! 姐さんの寝乱れた浴衣     | 田辺満     | 田村直己 | 09.7%  |
| 最終話                                                        | 2004年9月17日 | さよならの推理! Hラジオの媚薬      | 高山直也   | 今井和久 | 10.7%  |
| 平均視聴率 8.9%（視聴率はビデオリサーチ調べ、関東地区・世帯） |               |                                    |            |          |        |

- 7月16日は、第133回全英オープンゴルフ中継放送のため休止。

### 他ドラマとの関連
2006年、同じ金曜ナイトドラマ枠の作品である『黒い太陽』では、再び永井大と酒井若菜が共演している（永井は主演）が、公式HPのAP日記によると、永井大演じる立花篤が住んでいるアパートの部屋の向かいの部屋は「亜亜探偵事務所」だという。

### 原作への影響
原作者の関崎俊三は、藤島薫を演じる川島なお美に会って触発され、藤島薫を主人公とした短編を書いた。

### DVD
- ああ探偵事務所 ポニーキャニオン

| テレビ朝日系 金曜ナイトドラマ                  | テレビ朝日系 金曜ナイトドラマ           | テレビ朝日系 金曜ナイトドラマ                         |
| 前番組                                         | 番組名                                  | 次番組                                                |
| ---------------------------------------------- | --------------------------------------- | ----------------------------------------------------- |
| 霊感バスガイド事件簿 （2004.4.16 - 2004.6.18） | ああ探偵事務所 （2004.7.2 - 2004.9.17） | ミステリー民俗学者 八雲樹 （2004.10.14 - 2004.12.17） |